# پنسیلوانیا (کالداس)
پنسیلوانیا (کالداس) (به اسپانیایی: Pensilvania, Caldas) یک سکونتگاه مسکونی در کلمبیا است که در بخش کالداس واقع شده‌است.